# John W. Carlin
John William Carlin, född 3 augusti 1940 i Salina, Kansas, är en amerikansk demokratisk politiker. Han var Kansas guvernör 1979–1987 och USA:s åttonde nationalarkivarie, chef för National Archives and Records Administration, 1995–2005.
Carlin utexaminerades 1962 från Kansas State University och var verksam som jordbrukare. Han var talman i Kansas representanthus 1977–1979.
Carlin efterträdde 1979 Robert Frederick Bennett som guvernör och efterträddes 1987 av Mike Hayden.
Efter tiden som guvernör undervisade Carlin vid Wichita State University och arbetade som verkställande direktör för Midwest Superconductivity i Lawrence. President Bill Clinton utnämnde Carlin 1995 till USA:s nationalarkivarie. Han avgick som arkivarie den 15 februari 2005. Därefter har han tjänstgjort som gästprofessor vid Kansas State University.